# Lidíades de Megalòpolis (tirà)
Lidíades de Megalòpolis (en llatí Lydiades, en grec antic Λυδιάδης o potser Λυσιάδης "Lysiádes") fou tirà de Megalòpolis. Va viure al segle III aC, i va ser un polític i estrateg de la Lliga Aquea.
Nascut en una obscura família va arribar en circumstàncies desconegudes al govern de la seva ciutat natal, Megalòpolis. Era un home ambiciós però de caràcter generós, i considerava que la tirania era la millor forma de govern pels ciutadans. Sembla que va pujar al poder en el temps en què Antígon II Gònates es va fer amo de Corint (244 aC) però probablement abans. Pausànias el menciona com un dels comandants de les forces de Megalòpolis contra Agis IV d'Esparta, associat a un altre general. Encara que no se sap la data d'aquest enfrontament, el fet de compartir el comandament indicaria que encara no tenia el poder suprem.
Va governar uns deu anys. Després de la caiguda d'Aristip, tirà d'Argos, en lloc d'esperar ser atacat, va abdicar del poder i va permetre a la ciutat ingressar a la Lliga Aquea com estat lliure. Aquesta generositat va ser recompensada pels aqueus, que el van nomenar estrateg de la confederació l'any 235 aC.
En el seu any de mandat, el seu desig de fama necessitava una acció brillant, i va dirigir una expedició contra Esparta a la que es va oposar Àrat de Sició. Era el segon home més important de la Lliga i va ser escollit estrateg dues vegades més alternades amb Àrat de Sició, tot i que aquest s'hi oposava. La gelosia va esclatar entre els dos homes i cadascun buscava reduir el suport popular de l'altra però la situació es va mantenir estable.
L'any 227 aC Àrat va evitar una batalla amb Cleòmenes III a Pal·làntion, el que va donar a Lidíades causa per renovar els seus atacs contra el seu rival, inútilment, ja que no va poder impedir que Àrat fos nomenat estrateg per dotzena vegada el 226 aC. Tot i l'enemistat Lidíades va agafar el comandament sota ordres del seu rival. Els exèrcits d'Àrat i Cleòmenes es van trobar no lluny de Megalòpolis i encara que Àrat no volia una batalla decisiva, Lidíades va iniciar l'atac amb la cavalleria i va derrotar els espartans als que va empaitar fins massa lluny, de manera que es va veure aïllat de la resta i va ser aniquilat pels espartans; ell mateix va morir a la lluita després d'una valent lluita. Cleòmenes generosament va honorar l'enemic caigut, i va retornar el cos adornat amb la insígnia de la dignitat reial per ser enterrat a Megalòpolis. En parlen Polibi i Plutarc.